# Joy Division
Joy Division war eine Post-Punk-Band aus Manchester, die 1976 von Peter Hook und Bernard Sumner gegründet wurde. Zu ihrem ersten Konzert wurde sie noch als Stiff Kittens angekündigt, trat zeitweise als Warsaw auf und benannte sich 1978 in Joy Division um. Die Band gilt als einer der frühen Protagonisten des Post-Punks und als Bezugspunkt für nachfolgende Entwicklungen, besonders im Pop, Rock und Metal. Ebenso gilt sie als direkter Wegbereiter der Genres Dark Wave und Gothic Rock, denen die Band teilweise zugeordnet wird. Nach dem Suizid ihres Sängers Ian Curtis löste sie sich auf, woraufhin sich Hook, Sumner und Stephen Morris 1980 zusammen mit Gillian Gilbert als New Order neu formierten.

## Geschichte

### Gründung
1976 gründeten Peter Hook, Bernard Sumner und Terry Mason, nach dem Besuch eines Sex-Pistols-Konzerts in Manchester 1976, eine Band, die zu Beginn noch ohne Namen blieb. Sumner ließ zur Gründung verlauten, dass für ihn die Sex Pistols den Mythos des Popstars als eine Art von anzubetendem Gott demontiert hätten. Weihnachten 1975 hatte er eine Gitarre von seinen Eltern geschenkt bekommen, und Hook bot sich als Bassist an. In ihrer ersten Besetzung probte die Band mit Mason als Sänger, der nach kurzer Zeit jedoch zur Rhythmusgitarre und dann an das Schlagzeug wechselte. Per Anzeige am schwarzen Brett des lokalen Virgin-Records-Stores suchte die Band erfolglos nach einem neuen Sänger. Zunächst wurden Freunde und Bekannte für die vakante Position ausprobiert, die Suche scheiterte aber weiterhin. Unterdessen wurde Mason aufgrund mangelnden Talents auch als Schlagzeuger entlassen und vorerst als Manager eingesetzt. So bestand die Band vorübergehend ausschließlich aus Sumner und Hook und verschliss in den folgenden Wochen diverse potentielle Schlagzeuger und Sänger.
Neuer und finaler Sänger der Band wurde schließlich Ian Curtis. Hook zufolge begegneten sich die Bandmitglieder und Curtis in ihrer Anfangsphase einige Male, sprachen aber nicht oder nur sehr wenig miteinander. Beim dritten Manchester-Konzert der Sex Pistols, im Dezember 1976, änderte sich jedoch der Kontakt. Sumner und Hook wurden durch das neon-orange Tag Hate auf Curtis’ Jacke auf ihn aufmerksam und eine lose Freundschaft entstand. Curtis hatte zu diesem Zeitpunkt bereits selbst eine Band gegründet und probte mit dem Schlagzeuger Martin Jackson, der später zu den Gründungsmitgliedern von Magazine gehören sollte, dem Gitarristen Iain Gray, einem engen Freund, sowie mit dem späteren Morrissey-Bassisten Richard Kedzior unter dem Namen Wild Ram. Nachdem seine Band zerfiel, trat er dem Projekt, aus dem Joy Division werden sollte, bei. Die genauen Umstände des Bandeinstiegs sind nicht eindeutig nachvollziehbar. Entweder meldete er sich auf eine weitere Anzeige bei Virgin Records oder der Beitritt ergab sich aus einem direkten Gespräch zwischen Curtis, Hook und Sumner beim vierten und letzten Manchester-Konzert der Sex Pistols am 19. Dezember 1976.

### AlsWarsaw
In dieser Konstellation und weiterhin ohne Schlagzeuger bot Pete Shelley von den Buzzcocks Hook und Sumner an, im Vorprogramm eines Konzerts der Buzzcocks mit der Band Penetration am 29. Mai 1977 im Electric Circus zu spielen. Die Musiker sagten zu und staffierten sich neu aus, um ihren Wiedererkennungswert zu erhöhen. Hook besorgte sich ein Plastikkäppi, deutsche Militärstiefel und ließ sich einen Oberlippenbart wachsen, Sumner beschaffte sich wieder Pfadfinderkleidung. Die Band suchte inzwischen auch verstärkt nach einem neuen Schlagzeuger, den sie in John ‘Tony’ Tabac einen oder zwei Abende vor dem Konzert fanden. Etwa zeitgleich erfolgte die Umbenennung der Stiff Kittens in Warsaw. Plakate und Flugblätter für das Konzert wurden vom Buzzcocks-Manager Richard Boon dennoch unter Aufführung des alten Namens gedruckt, was zu nachhaltigen Spannungen zwischen Warsaw und den Buzzcocks führte. Curtis eröffnete den Abend mit der Ansage „Wir sind nicht die Stiff Kittens. Wir sind Warsaw.“ (Ian Curtis nach Peter Hook) Das Konzert wurde von Paul Morley im NME besprochen, der einen positiven Eindruck vermittelte. Zwei Tage später spielte die Band, dieses Mal richtig als Warsaw angekündigt, als Vorband von den Heartbreakers.
Im weiteren Verlauf des Jahres 1977 spielte Warsaw eine Reihe von Konzerten, bei denen sie zum Teil als Eröffnungsakt renommierter Bands auftraten. Einige dieser Auftritte verdankten sie, dem Musikjournalisten Dave Thompson zufolge, ihrem späteren Produzenten Martin Hannett, der 1977 an der Booking-Agentur Music Force beteiligt war. Er soll, so Thompson, Warsaw bei ihrem ersten Konzert gesehen haben und sei von ihnen angetan gewesen. Laut Hook sah Hannett Warsaw allerdings erst am 7. Oktober 1977 bei ihrem Auftritt am Salford College of Technology. Das Jahr bestritt Warsaw unter anderem mit Auftritten mit den Drones, The Fall, The Negative, Generation X, The Worst, den Adverts und Slaughter and the Dogs. Der zweite Auftritt im Squads am 25. Juni 1977 mit The Worst wurde von Tony Moon im Sounds positiv besprochen. Kurz nach diesem Auftritt wurde Tony Tabac wegen Drogendelikten verhaftet, und Warsaw blieben erneut ohne Schlagzeuger zurück. Fünf Tage später übernahm Steve Brotherdale die Position des Drummers, konnte sich aber nicht in das soziale Gefüge der Band einfinden. Brotherdale besetzte die Position, bis er Ende August von Rob Gretton für The Panik abgeworben wurde.
Zum Teil wurden Warsaws Konzerte von Ausschreitungen begleitet. Der erste Auftritt, der eskalierte, war ein Konzert am 30. Juni 1977 im Rafters in Manchester, bei dem Curtis betrunken das Mobiliar des Lokals zerschlug und sich in Scherben auf dem Boden wälzte. Hook interpretierte den Ausbruch später als eine Reminiszenz an den von Curtis verehrten Iggy Pop. Weitere Ausschreitungen wurden durch lokale Rivalitäten der Bands und ihrer Freundes- und Fankreise begründet.
Warsaw spielte vornehmlich in Manchester und verdienten kaum an ihren Auftritten. Aus diesem Grund wurde, zu der Zeit noch mit Steve Brotherdale, am 18. Juli 1977 ein erstes Demoband in den Pennine Sound Studios eingespielt, um die Band bei Konzertveranstaltern in anderen Städten zu promoten. Das Demo enthielt die Stücke Inside the Line, Gutz for Garters, At a Later Date, The Kill und You’re No Good for Me. The Kill und Inside the Line wurden von Curtis geschrieben, die anderen drei Stücke von Hook. Mason kopierte die Demobänder, indem er zwei Kassettenrekorder einander gegenüberstellte, und nahm auf diese Weise auch Hintergrundgeräusche aus dem laufenden Fernsehprogramm und Fragmente aus Unterhaltungen mit seiner Mutter auf. Als Reaktion auf das derart gestörte Band wurde die Gruppe von den angeschriebenen Konzertveranstaltern rundum abgelehnt. Erst als Hook und Sumner das Demoband kontrollierten, fiel die mangelhafte Überspielung auf, Mason wurde als Manager entlassen und zum Roadie ernannt. Danach teilten sich die Musiker die Aufgaben des Managements vorerst. Es wurden neue Kopien des Masterbands angefertigt und als Demos verschickt, und schließlich wurde Warsaw auch gebucht. Das ursprüngliche Demoband erschien nach der Auflösung von Joy Division als Bootleg. Der Titel The Kill wurde in der Aufnahmesession zum Joy-Division-Debütalbum Unknown Pleasures (1979) erneut eingespielt, jedoch nicht mit auf das Album genommen und in dieser Version erst 1981 auf der Compilation Still veröffentlicht.
Nach dem ersten Konzert außerhalb von Manchester hatte Rob Gretton Steve Brotherdale als Schlagzeuger abgeworben, und die Band platzierte erneut Anzeigen in Musikgeschäften, um ihn zu ersetzen. Auf eine der Anzeigen reagierte Stephen Morris und wurde nach einem Vorspiel, das Hook und Sumner sofort begeisterte, engagiert. Bis zum Ende von Joy Division sollte die Band in dieser Konstellation fortbestehen. Das zweite Konzert mit Morris, am 14. September 1977 im Rock Garden in Middlesbrough, wurde vom Konzertveranstalter Bob Last aufgezeichnet und später als einziges Live-Bootleg von Warsaw zu einem begehrten Sammlerstück. Der nächste Auftritt fand im Rahmen des Abschiedsfestivals des Electric Circus statt und wurde von Virgin Records dokumentiert. Warsaw eröffnete den zweiten Tag des zweitägigen Festivals. Durch eine Panne des Aufnahmewagens wurde ausschließlich das Stück At A Later Day aufgenommen. Der Auftritt begann damit, dass Sumner mit den Worten „Ihr alle habt Rudolf Hess vergessen.“ (Sumner nach Hook) an Curtis’ Mikrofon ging. Ein Teil der Festivalaufnahmen wurde als 10" unter dem Titel Short Circuit: Live at the Electric Circus 1978 veröffentlicht. Warsaw hatte sich zu diesem Zeitpunkt bereits umbenannt und ist auch als Warsaw auf dem Sampler aufgeführt.
Trotz langsam steigender Popularität als Liveband hatte die Band Hook zufolge „langsam die Schnauze voll davon […] nicht weiterzukommen[.]“ (Peter Hook) Besonders Curtis litt unter dem Stillstand. Als Manager von Warsaw ermöglichte er es schließlich, für 600 £ insgesamt 1000 Kopien einer Single pressen zu lassen und nahm einen Kredit auf, um die Summe aufzubringen. Am 14. Dezember 1977 wurden No Love Lost, Leaders of Men, Failures und Warsaw aufgenommen. Sie wurden als 7"-EP mit dem Titel An Ideal for Living und unter dem Namen Joy Division am 3. Juni 1978 veröffentlicht. Nach den Aufnahmen und noch bevor Sumner ein Cover entworfen hatte, beschloss Warsaw, ihren Namen erneut zu ändern. In der Zwischenzeit hatte die Londoner Punkband Warsaw Pact mit der in 24 Stunden aufgenommenen, produzierten und veröffentlichten Platte Needle Time für Schlagzeilen gesorgt, was zu häufigen Verwechslungen führte und es der Band unter dem Namen Warsaw erschwerte, Auftrittsmöglichkeiten zu erhalten. Nach längeren Diskussionen um den Namen vollzogen sie den Wechsel hin zu Joy Division. Am 31. Dezember 1977 gab die Band im The Swingin’ Apple in Liverpool ihr letztes Konzert unter dem Namen Warsaw.

### 1978: Die Anfänge alsJoy Division

#### Erste Auftritte und Aufnahmen alsJoy Division
Nach ihrer Umbenennung in Joy Division trat die Band am 25. Januar 1978 zum ersten Mal unter dem neuen Namen auf. Das Konzert eskalierte in eine Massenschlägerei, als Freunde Peter Hooks untereinander in Streit gerieten und sich vor der Bühne schlugen. Nach der Räumung durch die Türsteher spielten Joy Division das Konzert vor einem leeren Saal zu Ende. In den darauf folgenden zwei Monaten gab es für Joy Division keinen Auftritt, was für die Musiker ausgesprochen frustrierend gewesen sein soll.
Am 14. April 1978 fand der Stiff-Test / Chiswick-Challenge im Rafters in Manchester statt. Eine Vielzahl lokaler Bands wollte den Talentwettbewerb nutzen, um bei den veranstaltenden Plattenfirmen unter Vertrag zu kommen. Joy Division, die zuvor Paul Morley und Kevin Cummins Kunstprojekt The Negative von der Bühne gezerrt hatten, spielten um 2:20 in der Nacht als letztes, obwohl sie sich darum bemüht hatten, einen frühen Auftrittszeitpunkt zu erhalten. Der späte Auftrittszeitpunkt und der Konflikt mit The Negative führten zu einer aggressiven Grundstimmung. Ian Curtis betrank sich über den Abend und griff Tony Wilson verbal an. Auslöser war womöglich, dass Joy Division bisher zu keinem Auftritt in seiner Fernsehsendung So It Goes eingeladen wurden. Infolge der Auseinandersetzung sagte Tony Wilson Ian Curtis zunächst ein Feature in naher Zukunft zu, konnte sein Versprechen jedoch nicht halten, weil die Sendung kurz darauf eingestellt wurde. Der Auftritt beim Stiff-Test / Chiswick-Challenge wurde von Paul Morley im NME positiv besprochen, während er von Mick Wall im Sounds als Iggy-Pop-Imitation abgehandelt wurde. Keine der beiden veranstaltenden Plattenfirmen reagierte mit einem Vertragsangebot. Allerdings wurden Tony Wilson und Rob Gretton auf Joy Division aufmerksam. Noch bevor Wilson oder Gretton die Band kontaktierten, arrangierte Ian Curtis einen Vertrag mit der RCA. Nebenberuflich jobbte er im Plattenladen Rare Records, nahe den Büros des Labels, und knüpfte Kontakte zu Mitarbeitern, wie dem Manager Derek Brandwood. Als Brandwood von der RCA über American Swan Records angefragt wurde, eine Punkband zu finden, die eine Coverversion des Northern-Soul-Stücks Keep on Keepin’ On einspielen könne, wendete er sich an Joy Division. Bedingung für eine Albumproduktion sollte, so der Anspruch der RCA, eine Punkversion des N.-F.-Porter-Songs sein. Die Studioaufnahmen fanden am 3. und 4. Mai 1978 in den Arrow Studios in Manchester statt. Insgesamt wurden elf Stücke für ein Debütalbum mit John Anderson aufgenommen, darunter frühe Versionen von Shadowplay und Transmission. Im Ergebnis waren die Musiker unzufrieden, die Produktion war von Unstimmigkeiten zwischen dem Produktionsteam und den Musikern geprägt, besonders die eingesetzten Synthesizer und der Vorschlag, einen Frauenchor in Ice Age einzusetzen, wurden im Nachhinein auch öffentlich kritisiert. Rob Gretton kaufte später die Masterbänder und die Rechte an den Aufnahmen und verhinderte eine reguläre Veröffentlichung. Dennoch kursiert eine Vielzahl an unterschiedlichen Bootlegs der Aufnahme als vermeintliches Warsaw-Album, unter anderem auch mit Aufnahmen des Warsaw-Demobands.

#### Beginn der Zusammenarbeit von Rob Gretton und Tony Wilson
Wenige Tage nach den Aufnahmen sprach Rob Gretton Bernard Sumner an und schlug ihm vor, das Management der Band zu übernehmen. Grettons erste Handlungen als Manager bestanden darin, die Masterbänder der Single zu kaufen, die Single als 12"-Maxisingle mit verändertem Artwork neu aufzulegen, Ian Curtis’ Kredit für die Aufnahmen auszulösen und der RCA die Masterbänder der Albumaufnahme abzukaufen, um eine Veröffentlichung gegen den Willen der Band zu verhindern. Die bereits gepressten 7"s wiesen aufgrund der Länge der Aufnahmen eine schlechte Klangqualität aus. Die Single erschien dennoch aufgrund eines Vertriebsvertrages am 3. Juni 1978, die 12"-Maxi mit verändertem Covermotiv am 10. Oktober 1978. Eine Woche nach der 7" erschien der Short-Circuit-Sampler von Virgin Records. Rob Gretton verschaffte der Band in der Zwischenzeit weitere Auftrittsmöglichkeiten und steigerte ihre Popularität bei möglichen Veranstaltern. In der zweiten Hälfte des Jahres traten Joy Division unter anderem für Suicide, A Certain Ratio und Cabaret Voltaire als Vorgruppe auf. Gretton überzeugte die Musiker, sich in das Manchester Musicians’ Collective (MMC) einzubringen, was ihnen Auftritte im Band on the Wall verschaffte, in dem das MMC monatliche Veranstaltungen organisierte. Tony Wilson, dessen Musiksendung im lokalen Fernsehen kurz zuvor eingestellt worden war, hatte mit Alan Erasmus, einem Bandmanager und Schauspieler, das Management von The Durutti Column übernommen und den in Manchester gelegenen Russell Club für vier Freitage binnen zweier Monate gebucht. Der Club sollte unter dem Namen Factory hauptsächlich als Auftrittsort für lokale Bands, insbesondere The Durutti Column, dienen. In diesem Zusammenhang wurde von Wilson und Erasmus auch Factory Records gegründet. Tony Wilson, der von Joy Division und der An-Ideal-for-Living-EP begeistert war, ermöglichte der Band über Rob Gretton am 9. Mai, dem vierten Abend der ersten Factory-Konzertreihe, als Vorband für die Tiller Boys aufzutreten.
Im Mai 1978 lernten die Musiker bei einem Konzert, das von der befreundeten Band Emergency arrangiert wurde, den Tontechniker Keith „Oz“ McCormick kennen. Nach dem Auftritt im Mayflower, einem Abend, den Peter Hook als den Abend des „allerersten Alle-Maschinen-Stopp-Moment“s beschreibt, blieb McCormick der Band und ihrem Nachfolgeprojekt New Order als Live-Tontechniker über die gesamte Karriere erhalten. Als den besonderen Augenblick beschreibt Peter Hook die Probe des Stücks Transmission, die dazu führte, dass Techniker, Roadies sowie die beiden weiteren, am Abend spielenden, Bands ihre jeweiligen Aktivitäten gehen ließen und nur noch den Auftritt und die Band verfolgten.
Im Juli 1978 gerieten Gretton und Curtis in einem Streit um die Kontrolle über die Band und Ausgaben aus der Bandkasse aneinander, nachdem Gretton für den Auftritt im Band on the Wall das gesamte Geld der Band in eine bessere PA-Anlage investiert hatte. Der Konflikt zwischen den beiden „dominanten Persönlichkeiten der Band“ hielt seitdem auf Basis der von Gretton gefällten wirtschaftlichen Managemententscheidungen an, zog jedoch keine personellen Konsequenzen nach sich.

#### A Factory Sample
Am 20. September bestritten Joy Division ihren ersten Fernsehauftritt im Rahmen der regionalen Nachrichtensendung Granada Reports und wurden im Sendungssegment What’s On vorgestellt. Dem Konzept des Segments entsprechend wurden Joy Division als lokale Band vorher aufgezeichnet und, bei verbleibender Sendezeit inklusive einer Ansage Tony Wilsons, mit dem Stück Shadowplay eingespielt.
Roger Eagle, der Betreiber des Liverpooler Clubs Eric’s, in dem Joy Division bereits als Warsaw aufgetreten waren und zu dem sie ein freundschaftliches Verhältnis unterhielten, schlug zu dieser Zeit Tony Wilson eine Kooperation vor, um einen Sampler mit regionalen Bands herauszubringen. Da sich Wilson und Eagle allerdings nicht über das Format einig werden konnten, entschied Wilson, A Factory Sample als Doppel-7" zusammen mit dem kreativen Team des Factory-Clubs, Martin Hannett, Peter Saville und Alan Erasmus auf Factory herauszubringen. Joy Division beteiligten sich ohne vertragliche Vereinbarung mit Glass und Digital an der auf 5000 Exemplare limitierten Sammlung. Wilson bezahlte die Aufnahmen zwar, doch weil keine vertragliche Vereinbarung zwischen Joy Division und Factory Records existierte, besaßen Joy Division die Rechte an den Aufnahmen. Beide Stücke wurden am 11. Oktober 1978 in den Cargo Studios von Martin Hannett produziert und von John Brierley abgemischt. Die Aufnahmen kennzeichnen die erste Kooperation zwischen Joy Division und Hannett, der fortan die meisten der folgenden Veröffentlichungen der Band produzierte und dem ein erheblicher Einfluss auf den Sound und die Bedeutung der Musik von Joy Division nachgesagt wird. Hannett, der bei späteren Produktionen Joy Division und besonders Morris intensiv forderte, setzte für A Factory Sample „einfache“ und „geradlinige“ Aufnahmen um. Eine geplante Veröffentlichung zu Weihnachten wurde verschoben, nachdem Peter Saville, ebenfalls ein Factory-Gründungsmitglied, den Abgabetermin für das Design verpasst hatte. Als Saville die Vorlage dann fertiggestellt hatte und die restlichen auf A Factory Sample vertretenen Interpreten ihre Aufnahmen abgeliefert hatten, konnte die Compilation im Januar und Februar des Folgejahres in zwei Tranchen erscheinen.

#### Auftritt in London und Ian Curtis’ erster epileptischer Anfall
Am 27. Dezember traten Joy Division erstmals in London auf. Die Band erlebte das Konzert als eklatanten Misserfolg. Der Abend war schlecht besucht, der Sound wurde von Peter Hook im Nachhinein „entsetzlich“ genannt. Zudem war Bernard Sumner schwer grippekrank und nur unter dem Druck der anderen Bandmitglieder dazu bereit, das Konzert überhaupt zu spielen. Das Magazin Sounds druckte eine schlechte Bewertung ab, Nick Tester bezeichnete die Musik der Band als „lahm, dumpf und mittelmäßig“. Auf der Rückfahrt erlitt Ian Curtis nach einem Streit mit Bernard Sumner um dessen Schlafsack einen epileptischen Anfall. Morris, Sumner und die mit im Wagen sitzende spätere Gitarristin und Keyboarderin von New Order, Gillian Gilbert, hielten an und legten Curtis auf den Seitenstreifen, bis der Anfall vorüber war. Darauf brachten sie ihn in ein nahegelegenes Krankenhaus. Nach einer ersten ärztlichen Versorgung und einer Überweisung an den Hausarzt wurde Ian Curtis von Stephen Morris und Gillian Gilbert nach Hause gebracht. Am 23. Januar 1979 erhielt er nach weiteren Untersuchungen und nun mehrmals wöchentlich auftretenden Anfällen die Diagnose Epilepsie.

### 1979:Factory RecordsundUnknown Pleasures

#### NME-Titelgeschichte und die ersteJohn-Peel-Session
Am 6. Januar 1979 traf sich die Band mit Kevin Cummins zur Fotosession. Die Fotos wurden unter anderem für das Cover der 2008 veröffentlichten Zusammenstellung The Best Of Joy Division verwendet – hier sind Joy Division aus der Entfernung auf der verschneiten Epping-Walk-Brücke zu sehen. Außerdem wurden ein Foto des rauchenden Ian Curtis, das im Januar neben Fotos von Bob Last und Here and Now die Titelseite des NME zierte, sowie Fotos der an das Geländer der Brücke gelehnten und durch den Schnee gehenden Band aufgenommen. Die Fotos zählen, neben den von Cummins im August und von Anton Corbijn im November des gleichen Jahres gemachten, zu den bekanntesten überhaupt und trugen postum zur visuellen popkulturellen Kanonisierung und Ikonisierung der Band bei. Am 13. Januar wurden Joy Division in einem Titelbericht des NME über die aktuelle britische Alternative-Szene erwähnt. Am 26. Januar, drei Tage nach Ian Curtis’ Epilepsie-Diagnose, erschien A Factory Sample, auf der Record Release Party traten Joy Division mit Cabaret Voltaire und John Dowie auf. In der Zwischenzeit hatte Rob Gretton seine Anstellung bei einer Versicherung gekündigt und brachte sich ganz als Manager ein, was einhergehend mit der EP-Neuauflage von An Ideal for Living dazu beitrug, dass die Erfolge spürbar wurden. So arrangierte Gretton für den 31. Januar 1979 die erste Peel Session. Der auf BBC Radio 1 ausgestrahlte Auftritt umfasste Exercise One, Insight, She’s Lost Control und Transmission. Die Aufnahmen wurden 1986 als erste Peel-Sessions-EP auf Strange Fruit und im Jahr 2000 mit weiteren Radio- und Fernsehaufnahmen für The Complete BBC Recordings, ebenfalls auf Strange Fruit Records, als Album veröffentlicht.

#### Labelsuche
Nach ihrem ersten Auftritt für John Peel und während Joy Division weiterhin aktiv auftraten und produktiv probten, begann die Suche nach einem geeigneten Label. Während die Musiker zuerst eine Standortverlagerung nach London vorzogen, war Rob Gretton davon überzeugt, dass die Band in Manchester bleiben sollte. Gretton setzte, Peter Hook zufolge, Joy Division moralisch unter Druck, um seine Vorstellungen langfristig durchzusetzen. Auch aus dieser Motivation heraus verhandelte Gretton mit Tony Wilson über ein mögliches Album auf Factory Records. Wilson und Gretton handelten einen Vertrag zu gleichen Teilen aus, bei dem das Label für Aufnahme, Herstellung und Urheberrechtsgebühren aufkommen sollte. Durch die Übernahme der Urheberrechtsgebühren zahlten Factory am Ende weitere acht Prozent der Einnahmen über die British Phonographic Industry an die Band. Diese Modalität entsprang dem Mangel an vertragsrechtlichem Wissen der Beteiligten und zog anhaltende Debatten zwischen Gretton und Wilson nach sich.
Bevor es zu einer Vertragsunterzeichnung kam und nachdem Tony Wilson Joy Division sein Angebot unterbreitet hatte, sondierte Rob Gretton weitere Alternativen. Er erhielt unter anderem ein Angebot über mehrere Alben von Genetic, einem damaligen Sublabel der Warner Music Group, das einen Vorschuss von 70.000 Pfund beinhaltete. Band und Manager verfingen sich in einen Streit über die Wahl des Vertrages – während Rob Gretton das Angebot von Factory für das langfristig bessere Geschäft hielt, waren die Musiker vor allem daran interessiert, sich durch den Vorschuss auf die Musik konzentrieren und ihre jeweiligen Arbeitsverträge kündigen zu können. In dieser Phase der Auseinandersetzung lud Genetic Joy Division zu Demoaufnahmen ein, die von Martin Rushent, einem in der Punkszene bekannten Produzenten, Studiobetreiber und Labelinhaber, produziert werden sollten. Die Aussicht, mit Rushent, der bereits die Stranglers und Buzzcocks produziert hatte, zusammenzuarbeiten, gefiel der Band, sodass erste Demoaufnahmen vereinbart wurden. Am 4. März 1979 wurden Glass, Transmission, Ice Age, Insight und Digital in den Eden Studios in London aufgenommen. In diesen Versionen erschienen sie offiziell erstmals 1997 auf der Raritäten-CD des Boxsets Heart and Soul. Die Band entschied sich, sowohl aufgrund der finanziellen Bedingungen, als auch aufgrund der künstlerischen Freiheiten, die Tony Wilson zugesagt hatte, letztlich für Factory Records. Zehn Tage nach den Aufnahmen vereinbarten Rob Gretton und Wilson einen Vertrag über ein Album.
Joy Division unterzeichneten den Vertrag mit Factory Mitte März. In den folgenden Wochen bereitete sich die Band mit Proben und Auftritten auf die Aufnahmen vor. Das in diesen Zeitraum fallende Konzert im Bowdon Vale Youth Club in Altrincham am 14. März 1979 wurde teilweise von Malcolm Whitehead gefilmt und in einem Kurzfilm über Joy Division verarbeitet, der gemeinsam mit weiteren kurzen Videoaufnahmen von Ludus und A Certain Ratio als The Factory Flick (Factory FAC 9 1979) am 13. September uraufgeführt wurde. Die Aufnahmen wurden später mehrfach als VHS, DVD oder DVDr illegal sowie als Teil der Videoausgabe der Compilation Substance offiziell veröffentlicht.

#### Unknown Pleasures
Das Album Unknown Pleasures wurde vom 31. März bis zum 2. Mai in den Strawberry Studios in Stockport aufgenommen und abgemischt. Joy Division präsentierten Martin Hannett eine potentielle Auswahl ihrer Stücke. Hannett wählte einige davon aus, die in den folgenden Wochen aufgenommen wurden. Auch regte er die Band dazu an, im Studio weitere Stücke zu schreiben. So entstanden From Safety to Where und Candidate im Laufe kurzer Jamsessions von Stephen Morris und Peter Hook. Da sich die Band dazu entschlossen hatte, einen Vertrag ohne Vorschuss abzuschließen, weshalb die Musiker unter der Woche weiterhin diversen Arbeitstätigkeiten nachgehen mussten, wurde das Album an einem Wochenende von freitagabends bis montagmorgens aufgenommen. Im Zeitraum um die Aufnahme des Albums fanden für Ian Curtis und Bernard Sumner einschneidende familiäre Ereignisse statt, die nach Sumner direkten Einfluss auf die Atmosphäre des Albums hatten. Bernard Sumners Stiefvater war unter dessen alleiniger Anwesenheit einige Wochen vor den Aufnahmen im Krankenhaus an Lungenkrebs verstorben. Bereits am 16. April wurde Ian Curtis Vater. Die Musiker tauschten sich nur wenig über die Ereignisse aus. Ian Curtis erwähnte die Geburt seiner Tochter Natalie Peter Hook gegenüber nebenbei. Ian Curtis hatte zu der Zeit eine Platzwunde an der Stirn, die entweder auf einen epileptischen Anfall, Deborah Curtis zufolge, oder auf eine Ohnmacht, nach Ian Curtis gemäß Hook, während der Geburt zurückzuführen war.
Entgegen der damals üblichen Methode, eine Band im Studio live aufzunehmen, ließ Martin Hannett, nach einer ersten gemeinsamen Aufnahme, das Schlagzeug und den Gesang getrennt aufnehmen, um einen möglichst isolierten und sauberen Klang der beiden Elemente zu erhalten. Die Schlagzeugaufnahme fragmentierte er zusätzlich, indem er Stephen Morris das Drumset auseinanderbauen und jede Spur separat einspielen ließ, um sie einzeln bearbeiten zu können. Insbesondere der Hall, der als Martin-Hannett-Hall typisch für die von ihm produzierten Aufnahmen ist – eine Art Übungsraum- oder Badezimmerhall – geht auf ihn zurück. Tony Wilson machte Ian Curtis die Vorgabe, er solle sich Frank Sinatras Greatest Hits anhören und etwas von „Franks Schmalz in seine Gesangslinie“ übernehmen. Peter Hook zufolge gingen vereinzelte Referenzen in den Songtexten, insbesondere in I Remember Nothing, jedoch nicht auf Ian Curtis’ Gesangsstil über. Nachdem die Band an zwei Wochenenden sechzehn Stücke eingespielt hatte, wählten sie gemeinsam zehn für das Album aus, die von Martin Hannett produziert wurden. Entgegen der früheren Überzeugung der Band, keine Keyboards zu verwenden, legte Hannett eine Keyboardspur über Day of the Lord. Die Verwendung eines Samplers in I Remember Nothing ging dagegen auf Bernard Sumner zurück. Weitere Neuerungen und Klangexperimente, wie die perkussive Verwendung einer Spraydose in She’s lost Control oder die für Candidate rückwärts aufgenommene Gitarre, gingen wieder auf Martin Hannett zurück. Während Peter Hook und Benard Sumner die Abmischung als „schwach“ und „blutleer“ ablehnten, schätzten Curtis, Morris, Gretton und Wilson Hannetts Produkt und überstimmten Hook und Sumner hinsichtlich des Wunsches nach einem neuen Mix. Die verbleibenden sechs aufgenommenen Songs Autosuggestion, From Safety to Where, Exercise One, The Kill, The Only Mistake und Walked in Line waren erst auf die postumen Veröffentlichungen Still von 1981 und auf Substance von 1988 verteilt.
Zur Gestaltung des Albums empfahl Bernard Sumner Peter Saville eine Abbildung mehrerer Radiopulse des ersten entdeckten Pulsars PSR J1921+2153, die er in der Cambridge Encyclopaedia of Astronomy entdeckt hatte. Saville verwendete das Foto als zentrales Motiv mit invertierten und reduzierten Farben, wodurch die äußere Hülle Schwarz und die Abbildung der Radiopulse weiß abgebildet wurden. Das Bild wurde darüber eingeprägt, Name und Titel neben der Nennung des Labels und der Katalognummer auf der Rückseite in weißen Buchstaben abgedruckt. Die Innenseite der Hülle wurde, als Kontrast zur schwarzen Außenseite, in weiß ausgeführt. Auf der linken Innenseite wurde eine grobkörnige Schwarzweißfotografie einer halb geöffneten Tür abgedruckt. Gegenüberliegend folgten, analog zur Außenseite, die Titelliste, Angaben zu den Urheberrechten, zum Produzenten sowie zum Tontechniker (Liner-Notes).
Unknown Pleasures wurde am 14. Juni 1979 in einer Erstauflage von 10.000 Exemplaren und mit der Katalognummer FACT 10 veröffentlicht. Während die Rezensenten das Album überschwänglich mit Superlativen versahen und als das depressivste, traurigste und düsterste Album aller Zeiten bezeichneten, stellte sich der kommerzielle Erfolg nur schleppend ein. „[D]er NME nannte es ein ‚Englisches Rock-Meisterwerk‛ und der Melody Maker eines der besten Debüts des Jahres.“ Nach anfänglichen Startschwierigkeiten verkaufte Factory etwa 15.000 Exemplare binnen sechs Monaten und machte in diesem Zeitraum einen Gewinn von an die 50.000 Pfund.
Noch vor der Veröffentlichung des Albums traten Joy Division wieder auf und spielten am 4. Juni in den Pennine Sound Studios in Oldham eine Piccadilly Radio Session ein. Die Band spielte These Days, Candidate, The Only Mistake, erstmals das, damals noch Chance genannte, Atmosphere sowie Atrocity Exhibition. Auf Chance wurde eine alte Heimorgel verwendet, die Sumner bei seiner Großmutter entdeckt hatte. Vini Reilly von The Durutti Column zerstörte die Orgel versehentlich beim Aufbau für das Konzert mit Orchestral Manoeuvres in the Dark und Joy Division im F-Club in Leeds, wodurch die Aufnahmen der Piccadilly Radio Session die einzigen sind, die Orgelklänge enthalten, die für das Stück in der offiziellen Version angedacht waren. Die Aufnahmen wurden mehrfach als Bestandteil unterschiedlicher Bootlegs veröffentlicht und 1997 als Teil des Heart-and-Soul-Boxsets offiziell herausgegeben.

#### Transmission

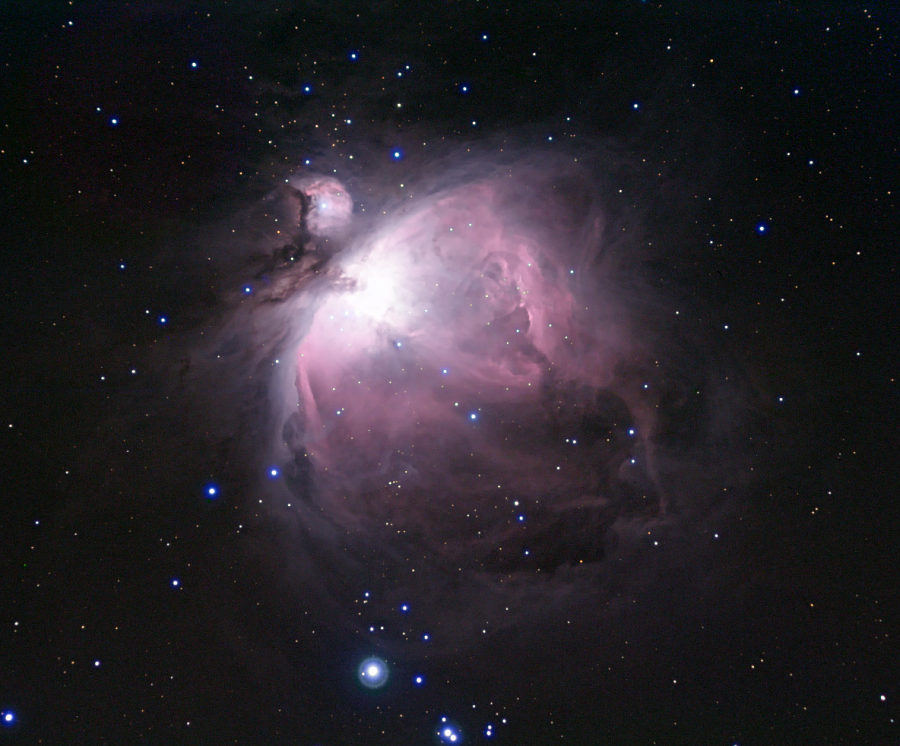
Für die Erstveröffentlichung der 7-Inch-Single Transmission verwendete Peter Saville eine ähnliche Abbildung des NGC 1980

Im Anschluss an die Veröffentlichung des Debüts traten Joy Division als Vorgruppe für The Cure und John Cooper Clarke auf und bereiteten die Aufnahmen für die Transmission-Single vor. Nachdem das Stück bei Konzerten das Publikum wiederholt beeindruckt hatte, beschloss die Band, es als Single herauszubringen. Erste Demos wurden am 1. Juli in den Central Sound Studios in Manchester aufgenommen. Erneut zeichnete Martin Hannett für die Produktion verantwortlich. Von den aufgenommenen Transmission, Novelty, Dead Souls und Something Must Break wurde vorerst keines veröffentlicht – erst auf Heart and Soul (1997) erschienen Versionen von Dead Souls und Something Must Break. Wie die meisten unveröffentlichten Aufnahmen wurden auch die Demos der ersten Transmission-Session mehrmals als Bootleg herausgegeben. Vom 28. Juli bis zum 4. August wurde die Single in den Strawberry Studios in Stockport aufgenommen, Produzent war wieder Martin Hannett. Rob Gretton wählte Novelty als zweites Stück. Die am 7. Oktober erschienene und von Peter Saville gestaltete Single ist mit Textzeilen aus She’s Lost Control beschriftet: „And how I’ll never know“ für die A-Seite (Transmission) und „Just why or understand“ für die B-Seite (Novelty). Saville verwendete eine Abbildung des NGC 1980 aus dem Orion ohne Anmerkungen oder Bearbeitungen für das Frontcover. Bandname, Titel und Katalognummer befinden sich auf der Rückseite, die mit dem nachbearbeiteten Bild eines ähnlichen Nebels illustriert ist. Tony Wilson war bestrebt, sie in der Hoffnung an unterschiedliche Radiosender zu schicken, diese würden das Stück aufgrund des Refrains „Dance, Dance, Dance to the Radio“ vielleicht öfter spielen. Gretton und Hannett sprachen sich jedoch gegen eine solche Promotion der Single aus, da sie nicht der Philosophie des Labels entspreche.
Zwischen der ersten Demoaufnahme und der Veröffentlichung von Transmission traten Joy Division, neben einigen Konzerten und Festivals, ein weiteres Mal im Fernsehen auf. Ihr zweiter Fernsehauftritt fand am 20. Juli in der Granada-Television-Sendung What’s On statt. Joy Division spielten She’s Lost Control während des Abspanns.
Am 13. August trat die Band im Nashville Room in London gemeinsam mit OMD und A Certain Ratio auf. Das Konzert verlief äußerst erfolgreich; zum ersten Mal in ihrer Karriere sang das Publikum die Songtexte mit. Am Abend des Konzertes stellte sich die Musikjournalistin Annik Honoré vor und verabredete mit Rob Gretton für den 24. August ein Interview für das belgische Fanzine En Attendant. Auf dem Heimweg vom Konzert schlief Peter Hook, der einen der beiden Kleinbusse fuhr, während der Fahrt ein. Der ohnehin lädierte und sehr langsame Bus wurde von einem Lastkraftwagen mit circa 110 km/h gerammt. Die Hinterachse war gebrochen, die Hecktür eingedrückt. Teile des Bandequipments wurden beim Aufprall beschädigt und aus dem Fahrzeug geschleudert. Hook und der mit im Bus sitzende Terry Mason überstanden den Unfall mit nur leichten Blessuren. Ab diesem Zeitpunkt griff die Band auf einen Mietbus zurück, der von einem der Crewmitglieder gefahren wurde. Im Anschluss an das Konzert vom 24. August im Walthamstow Youth Centre in London gab die Band Annik Honoré im Apartment des Roadies David Pils ein Interview, bei dem sie und Ian Curtis sich kennenlernten. Bis zum Beginn des Jahres 1980 entstand eine intensive Bindung zwischen beiden, Peter Hook zufolge blieb die Beziehung allerdings platonisch.
Mit dem von der Kritik hoch gelobten Album und der Aussicht auf die kommende Transmission-Single stieg auch das Interesse der Musikpresse. Rob Gretton, der sich strikt gegen Interviews aussprach, ermahnte Bernard Sumner und Peter Hook, die sich häufig auf Kosten ihrer Gesprächspartner amüsierten, nicht mit der Presse zu reden und die Gesprächsführung Ian Curtis und Stephen Morris zu überlassen. Tony Wilson hingegen ermutigte die Band, sich unangepasst zu verhalten. So pflegte die Band einen wortkargen Interviewstil, aus dem resultierte, „dass eine geheimnisvolle Aura die Band umgab.“
Ihren ersten und einzigen landesweiten Fernsehauftritt absolvierten Joy Division am 15. September in der Sendung Something Else der BBC 2. Für den Auftritt staffierte Rob Gretton die Band neu aus und ließ für 100 Pfund eine Kulisse mit dem Motiv der Unknown-Pleasures-LP anfertigen. Gespielt wurden Transmission und She’s Lost Control. Die Aufnahme wurde 2000 auf dem Sampler The Complete BBC Recordings und 2008 auf der Best Of offiziell veröffentlicht. Zuvor waren bereits Bootlegs im Umlauf, die die Aufnahmen enthielten.
Im Rahmen der Factory-Konzertabende im Russels Club absolvierten Joy Division am 28. September einen Auftritt, der sich nachhaltig auf den Ruf der Band auswirken sollte. Nach dem Soundcheck ging Hook mit dem Roadie Carl Twinny Bellingham und einem Freund Bernard Sumners in einen nahegelegenen Pub, um Sumners Freund zu alkoholisieren. Dieser vertauschte jedoch anhaltend die Gläser, wodurch sich infolge Peter Hook und Bellingham betranken. Unterdessen erlitt Ian Curtis einen epileptischen Anfall in der Garderobe. Auf der Bühne erhöhte Peter Hook dann das Tempo der Stücke, um auf diese Weise das Publikum zu animieren. Vor der Bühne hatte sich eine große pogotanzende Gruppe gebildet. Aus der Gruppe heraus wurde ein offensichtlicher Fan, der sich nicht am Pogo beteiligte und die Songs mitsang, zu Boden geschlagen. Peter Hook wollte von der Bühne springen, um den Angreifer zu attackieren, fiel aber zu Boden und wurde selbst tätlich angegriffen. Carl Bellingham eilte Hook zur Hilfe, und gemeinsam griffen die beiden im Glauben, einen Angreifer zu attackieren, einen Unbeteiligten an. Nachdem durch das Eingreifen weiterer Zuschauer die Situation gelöst wurde, stieg Hook zurück auf die Bühne und ging die anderen Bandmitglieder verbal an. Der Streit setzte sich anschließend in der Garderobe der Band fort. Erst in einer Band-Sitzung am nächsten Tag realisierte er das Ausmaß seiner Entgleisung. Seit diesem Konzert wurde Peter Hook oft vom Publikum provoziert und in Schlägereien verwickelt. Durch die wiederkehrenden Eskalationen haftete Joy Division ein Ruf der Gewaltbereitschaft an.

### 1980

#### Licht und BlindheitundCloser
Im Januar 1980 brachen Joy Division zu einer einmonatigen Europatour mit Konzerten in den Niederlanden, Belgien und Deutschland auf, in Deutschland vor 150 Zuschauern im Basement in Köln sowie vor 58 Zuschauern im Kantkino, Berlin. Im März 1980 wurde die Single Licht und Blindheit mit den Songs Atmosphere und Dead Souls veröffentlicht. Im April erschien Love Will Tear Us Apart, das – wie alle vorausgehenden Veröffentlichungen – zunächst ohne nennenswerten kommerziellen Erfolg blieb. Ebenfalls im März fanden in den Londoner Britannia Row Studios die Aufnahmen für das erneut von Martin Hannett produzierte und von Peter Saville gestaltete zweite Album Closer statt. Außerdem wurde für den Frühsommer eine Amerika-Tour geplant.

#### Überraschendes Ende

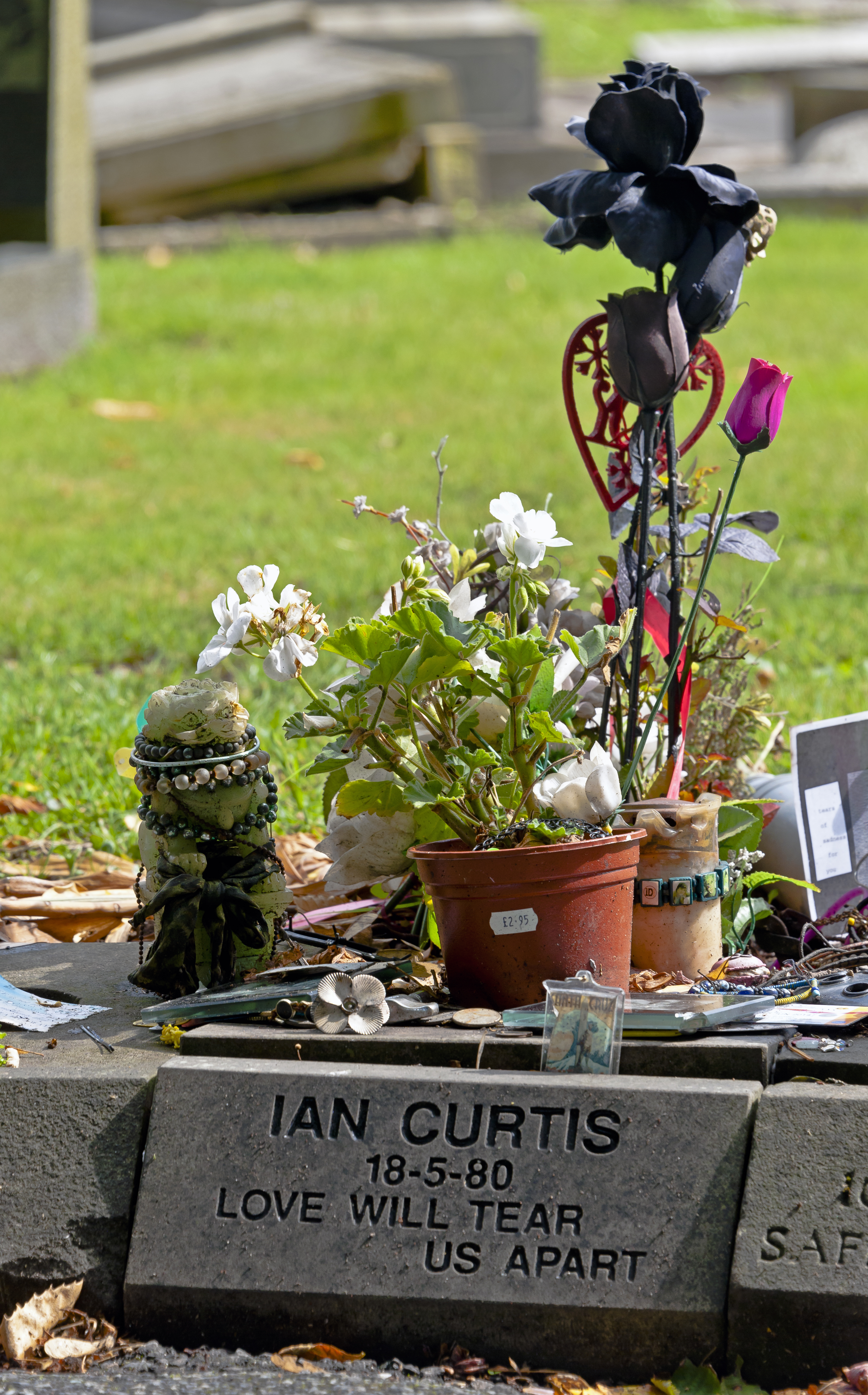
Ian Curtis’ Grabstätte

Das Ende von Joy Division kam abrupt, als sich Ian Curtis im Mai 1980, zwei Tage vor der geplanten Amerika-Tour, in seinem Haus in Macclesfield bei Manchester erhängte. Motive für seine Tat können in seiner Krankheit oder auch im persönlichen Umfeld vermutet werden. Die Epilepsie war in den vergangenen Wochen verstärkt aufgetreten, die Anfälle wurden zudem bei Konzerten oft als besondere Einlage fehlinterpretiert. Curtis litt zunehmend auch am Druck, mit Joy Division praktisch allein Factory Records am Leben erhalten zu müssen. Darüber hinaus hatte er sich von seiner Frau – die gemeinsame Tochter Natalie war zu der Zeit ein Jahr alt – offenbar entfremdet, unterhielt mit der Journalistin Annik Honoré eine sehr enge, wenn auch, wie es heißt, platonische Beziehung, wollte sich aber unter keinen Umständen scheiden lassen.
Die Single Love Will Tear Us Apart wurde nach Ian Curtis’ Tod, im Juni 1980, wiederveröffentlicht. Sie ist das bekannteste Beispiel für die musikalische Ausdruckskraft von Joy Division. Im Juli 1980 erschien die LP Closer, deren Veröffentlichung ursprünglich für Mai 1980 vorgesehen war, nach Ian Curtis’ Tod. Das Album wurde ein beachtlicher kommerzieller Erfolg und wird wegen seiner stilistischen Vielfalt und der insgesamt reiferen Spieltechnik meist als Höhepunkt des Schaffens von Joy Division gefeiert.
New Order versuchte kurze Zeit, den für Curtis typischen, tiefen Gesangsstil mitzuliefern, so auf dem nachfolgenden New-Order-Singlealbum Ceremony, löste sich aber bald vom für Joy Division typischen Sound und fand, ergänzt durch die Gitarristin und Keyboarderin Gillian Gilbert, zu ihrem eigenen, mehr von Synthesizern bestimmten Stil.

## Stil
Der Bandsound von Joy Division, auf den zumeist referiert wird, entwickelte sich erst mit der Zeit. Die ersten Konzerte, sowie die Demoaufnahme als Warsaw ordnen sich noch dezidiert dem Punkrock unter. Auch Peter Hook beschrieb You’re No Good for Me als schlechte Kopie der Buzzcocks. Die Band spielte vornehmlich schnelle Songs, zu denen Ian Curtis mehr schrie als sang. Sein später prägender Bariton war zu diesem Zeitpunkt noch nicht ausreichend entwickelt. Zu seinem typischen Gesangsstil kam Ian Curtis erst, als die Band im Big Alex probte – einer Lagerhalle, in der „zwölf Bands gleichzeitig übten […]. Um mithalten zu können, musste sich Ian die WEM-PA kaufen.“ (Hook) Nachdem Curtis in einen leistungsstärkeren Verstärker investiert hatte, konnte er singend und sprechend die Lautstärke der Musik gleichzeitig probender Bands übertönen und die Lautstärke der eigenen Band halten. Während einer Probe versuchte Terry Mason, seine Gitarre an Curtis’ Verstärker anzuschließen, weil ihm kein Verstärker zur Verfügung stand und Ian Curtis gerade nicht sang. Der Verstärker verzerrte den Gitarrenklang und Bernard Sumner verwendete infolge den Verstärker weiter. Die, daraus resultierende, helle Verzerrung wurde zum Teil des Bandsounds.
Auch mit Stephen Morris’ Hinzukommen fanden Joy Division zu ihrem eigentlichen Sound. Peter Hook beschreibt Stephen Morris’ Schlagzeugspiel als kraftvoll und strukturiert. Während andere Schlagzeuger einfach „hämmerten“, „spiele“ Morris auf dem Instrument. „Man merkte, dass er in einem Jazz-Trio gespielt hatte, weil es war, als ob er irgendwie das Gefühl und die Komplexität vom Jazz mit der Kraft und Energie von Rock und Punk verband.“ (Hook) Bernard Sumner hatte dagegen eine passivere Vorstellung von Morris’ Schlagzeugspiel. In der Hauptsache sollte Stephen Morris reagieren und dem Rhythmus der Band folgen, während Peter Hook die Melodieführung der Stücke übernehmen und er selbst eher Rhythmen und Akkorde spielen würde. Laut Hook formulierte sich der besondere Sound von Joy Division auch durch Bernard Sumners spielerische Sparsamkeit. Bernard Sumner wird von Außenstehenden gelegentlich die Rolle des musikalischen Masterminds der Band zugeschrieben. Peter Hook dagegen bezeichnet Ian Curtis als denjenigen, der den Klang der Band definierte. Der typische Gitarren- und Basssound, ebenso wie Curtis’ Gesang, wurde durch technische Anforderungen mitgeprägt. Der von Sumner verwendete Verstärker erreichte die von ihm angestrebte Verzerrung nur, wenn er ihn besonders laut spielte. Aus diesem Grund sollte Peter Hook sich einen neuen Lautsprecher für seinen Sound-City-Verstärker zulegen, der dann wieder nicht mit den tieferen Frequenzen harmonierte. Hook, der sich weigerte, einer Gitarrenmelodie zu folgen, spezialisierte sich infolge im Proberaum auf hohe Töne. Die neue Vorstellung vom Bandsound wurde von Ian Curtis aufgegriffen: Hook solle hohe Töne spielen, Sumner Barrégriffe und Morris „Dschungeltrommeln“.
Simon Reynolds beschreibt die Wirkung der frühen Joy Division als, „in den Ohren der meisten Zeitgenossen wie eine vom Punk beeinflusste Hardrockband […]“ (Simon Reynolds) Es ließe sich jedoch eine „metallisch schimmernde Andersartigkeit“ heraushören – ein Bezug, den Reynolds sowohl wörtlich, als auch in Beziehung auf Black Sabbath herstellt. So vergleicht er das Digital mit Paranoid, sieht jedoch in der Musik und in den Texten von Joy Division andere und „weniger plump[e]“ Anknüpfungspunkte. Den Versuch der Band, sich vom Punk frei zu machen, führt Hook, wie die Umbenennung von Stiff Kittens in Warsaw, unter anderem auf Ausschreitungen während und nach dem letzten Manchester-Konzert der Sex Pistols zurück.

„Wenn die Fußballfans auftauchen – die Arschlöcher, die nur spucken und Flaschen schmeißen wollen –, ist es Zeit, weiterzugehen, und Leute, wie die Buzzcocks und dann wir, Magazine, The Fall und Cabaret Voltaire fanden schließlich einen Weg vorwärts.“

Jon Savage folgend, spielten Joy Division keinen Punk, waren jedoch direkt von der Energie des Punk inspiriert. Simon Reynolds verweist in diesem Zusammenhang darauf, dass die Originalität der Band erst deutlich wurde, als sie das Tempo reduzierte.

„Abzüglich des schnellen, verzerrten Punksounds klang die Musik karg und schlicht. Hooks Bass transportiert die Melodie, Sumners Gitarre lässt Lücken, statt den Mix mit dichten Riffs aufzufüllen, und das Schlagzeug von Steve Morris scheint den Rand eines Kraters nachzuzeichnen. Curtis singt von einem ‚einsamen Ort‘ im Zentrum dieser leeren Fläche aus.“

Carsten Heinze schreibt der Band eine „innovative Stilrichtung, die das schwermütige und deprimierende Lebensgefühl einer ganzen Generation zum Ausdruck brachte“, zu. Die Musik sei eine eigenwillige Mischung aus metallenen, monotonen und düsteren Klanglandschaften, die durch die hypnotische Stimme ihres Sängers getragen würde. Heinze spricht sich außerdem gegen die, später rückwirkend zugemessenen, Kultur- und Genrezuordnungen, als der „Herkunft und Geschichte der Band keineswegs gerecht“ werdend, aus. Damit meint er die Zuordnung der Band zum Gothic. Dennoch werden Joy Division zu den wichtigsten Vorreitern auch dieses Genres gezählt.

## Wirkungen
Die Musik von Joy Division nimmt bis heute einen bedeutenden Platz in der Geschichte der Pop- und Rockmusik ein und beeinflusste etliche weitere Bands. Der Musikjournalist Dave Thompson nennt die Band eine der meistbeachteten und einflussreichsten Bands ihrer Zeit.
Joy Division wird nachhaltiger Einfluss auf die Entstehung des New Wave, Cold Wave, Gothic Rock und Dark Wave zugesprochen. Der Stil der Band wird noch immer oft im Kontext dieser Genres adaptiert, insbesondere Ian Curtis’ Gesang und Peter Hooks Bassspiel flossen anhaltend in den Klang vieler Interpreten des Gothic ein. Dennoch gilt Joy Division als ein, von diesen Bereichen unabhängiges, „singuläres Phänomen“. Simon Reynolds sieht die Bands des frühen Gothic zum Teil in direkter Nachfolge der Band. In Frankreich legten Joy Divisions Alben den Grundstein für die Cold-Wave-Bewegung, aus der Anfang der 1980er zahlreiche Bands hervorgingen. Im deutschsprachigen Raum beeinflusste die Band – neben den bereits genannten Genres – Bands, wie EA80, Grauzone und Phillip Boa. Auf diese Weise gelten Joy Division gemeinhin als stilprägend für die New Wave und ihre deutsche Spielart, die Neue Deutsche Welle.
Die Band gilt darüber hinaus als Inspiration für unzählige weitere Bands. Ihr wird unter anderem Einfluss auf Moby, Depeche Mode, U2, The Chemical Brothers, The Cure, die Swans, die Nine Inch Nails, Nirvana oder The Rapture zugeschrieben. Neben zahlreichen weiteren Interpreten nahmen Joy Division Anfang der 2000er Jahre Einfluss auf eine Reihe neuer Post-Punk-Bands, die sich „in ihren äußerlichen Ausdrucks- und Kleidungsformen unübersehbar auf sie“ bezogen. Besonders hervorgehoben wurden hier Interpol, die Editors und The National. Viele der, seit Mitte der 1990er Jahre aktiven, Post-Rock-Bands, vor allem Mogwai, geben Joy Division als eine ihrer maßgeblichen musikalischen Inspirationen an.
Auch Bands aus dem Post-Metal, wie Neurosis, Year of No Light, Cult of Luna, Dirge und Tephra beziehen sich auf Joy Division. Ebenso ist der Einfluss von Joy Division bei Bands aus dem Post-Black-Metal-Umfeld, zum Beispiel bei den Amesoeurs, Joyless, Circle of Ouroborus oder Lifelover auszumachen.

## Namen
Der Name Stiff Kittens war ein Vorschlag des Managers der Buzzcocks, Richard Boon. Kurz nach Ian Curtis’ Einstieg empfanden die Bandmitglieder den Namen jedoch als „zu sehr ‚Cartoon Punk’“ (Peter Hook) und suchten nach einer Alternative.
Peter Hook zufolge fiel die Entscheidung für Warsaw, den englischsprachigen Namen der polnischen Hauptstadt Warschau, der Band „viel einfacher als alle Namenswechsel, die noch folgen sollten.“ Die Band wählte den Namen, weil er „kalt und hart klang.“ Als Alternative hätte lediglich Berlin zur Wahl gestanden, jedoch bedingte das Stück Warszawa von David Bowies Album Low letztendlich die Entscheidung, weil alle Musiker der Band dieses Stück mochten. Die Konkurrenzband Warsaw Pact, die im November 1977 ihr Album Needle Time in Rekordzeit veröffentlicht hatte, erlangte kurzfristig ausreichend Ruhm, um ungewollt Warsaw die Möglichkeiten zu Konzertbuchungen zu nehmen. Die Bands wurden stetig verwechselt und Warsaw als potentielle Liveband eine Absage erteilt.
Joy Division wurde in Anlehnung an den Roman The House of Dolls von Yehiel Feiner, das auf Deutsch als Höllenfahrt (Gerlingen, 1980), Das Haus der Puppen (Paris, 1960; München, 1995), Nazi-Puppenhaus und Freuden-Abteilung! (Paris, 1960) erschien, gewählt. Der Vorschlag, die Band Joy Division zu nennen, ging von Ian Curtis aus. Curtis hatte das Buch gelesen und Auszüge daraus im Stück No Love Lost verwendet. Außerdem gab er den anderen Bandmitgliedern das Buch zur Lektüre. Als Alternative standen unter anderem Slaves of Venus und Boys in Bondage zur Wahl. Joy Division war im Buch der Name, der Gruppen jüdischer Frauen gegeben wurde, „die in Konzentrationslagern den Nazi-Soldaten sexuell zur Verfügung stehen mussten.“ (Peter Hook) Hook und Morris hoben die Identifikation mit den Opfern des Faschismus als prägend für die Namensgebung hervor.

„Es waren die Unterdrückten, nicht die Unterdrücker. Was auf eine punkige, ‚No-Future‘-Art genau das war, was wir mit dem Namen ausdrücken wollten. Es war ein bisschen wie Slaves of Venus, nur nicht so scheiße.“

## Kontroversen

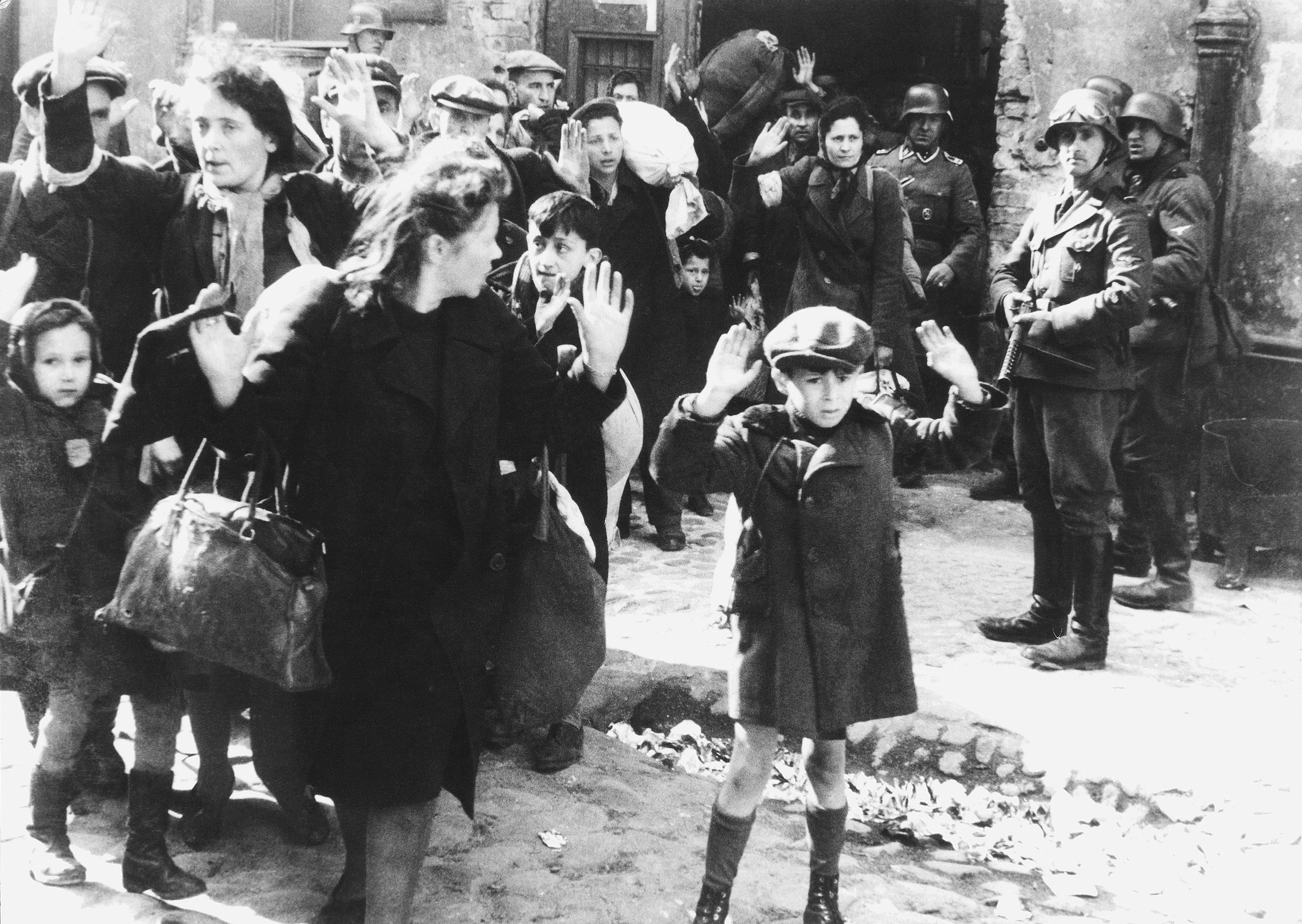
Für die Rückseite der An-Ideal-for-Living-Single adaptierte Bernard Sumner den Jungen im Vordergrund und den SS-Mann Josef Blösche mit MP im Anschlag, einer berühmten Fotografie aus dem Stroop-Bericht

Ähnlich der Industrialband Throbbing Gristle, die zu den Einflüssen und Freunden von Joy Division zählte, wurde auf Plattencovern und in Booklets (An Ideal for Living) sowie bei Konzerten mit Nazi-Ästhetik oder ähnlichen Designs „experimentiert“. Die An-Ideal-for-Living-7" erschien ursprünglich mit einem, von Bernard Sumner gezeichneten, Hitlerjungen als Covermotiv, den Sumner von einem Hitlerjugendplakat adaptierte, im Selbstverlag. Der Restbestand der Single wurde am 3. Juni veröffentlicht. Am 10. Oktober 1978 wurde die Single erneut aufgelegt, diesmal als 12" mit einem Baugerüst als Covermotiv. Rob Gretton veranlasste die Änderung der Gestaltung, um sich vom Nazi-Image der Band zu lösen. Noch im Juni wurde An Ideal for Living im Sounds Magazine unter dem Titel „Nicht noch so ein Faschismus-aus-Spaß-und-Profitgier-Mob.“ (Sounds) besprochen. Am 9. Juni 1978, eine Woche nach Erscheinen der 7"-Single, erschien der Short-Circuit-Sampler von Virgin Records, auf dem Sumners Heß-Ruf vor der Aufnahme von At a Later Date zu hören ist. Der, nach einer Prostituierten-Riege in einem deutschen Konzentrationslager, gewählte Name bedingte Vorwürfe wegen einer angeblichen geistigen Nähe zum Nationalsozialismus. Ebenso trug der harte Klang von Bernard Sumners deutschem Pseudonym Albrecht zu Diskussionen um die politische Ausrichtung bei. Auch, dass frühe Songs, wie Walked in Line, den Faschismus unmittelbar thematisierten, trug zu den Kontroversen um die Band bei. Auf der Tonspur ihres Auftritts in dem von Malcolm Whitehead gedrehten Label-Video A Factory Flick befindet sich die Rede des damaligen Polizeichefs von Manchester, in der er die Einrichtung von Arbeitslagern für die vielen Arbeitslosen der Stadt fordert. Daran schließen sich gebrüllte Nazi-Parolen deutscher SS-Leute an.
Der Titel der ersten Single An Ideal for Living weckte ebenfalls entsprechende Assoziationen. Derweil erklärte Peter Hook die Nazi-Ästhetik zum Teil einer Faszination und allgemeinen Fixierung auf den Krieg, die zuvor schon durch Sex Pistols, Siouxsie and the Banshees und Throbbing Gristle provozierend aufgegriffen wurde.

## Diskografie
Studioalben

| Jahr | Titel Musiklabel Katalog-Nr.              | Höchstplatzierung, Gesamtwochen, AuszeichnungChartplatzierungen (Jahr, Titel, Musiklabel Katalog-Nr., Platzierungen, Wochen, Auszeichnungen, Anmerkungen, Zusatzinformationen) | Höchstplatzierung, Gesamtwochen, AuszeichnungChartplatzierungen (Jahr, Titel, Musiklabel Katalog-Nr., Platzierungen, Wochen, Auszeichnungen, Anmerkungen, Zusatzinformationen) | Höchstplatzierung, Gesamtwochen, AuszeichnungChartplatzierungen (Jahr, Titel, Musiklabel Katalog-Nr., Platzierungen, Wochen, Auszeichnungen, Anmerkungen, Zusatzinformationen) | Höchstplatzierung, Gesamtwochen, AuszeichnungChartplatzierungen (Jahr, Titel, Musiklabel Katalog-Nr., Platzierungen, Wochen, Auszeichnungen, Anmerkungen, Zusatzinformationen) | Höchstplatzierung, Gesamtwochen, AuszeichnungChartplatzierungen (Jahr, Titel, Musiklabel Katalog-Nr., Platzierungen, Wochen, Auszeichnungen, Anmerkungen, Zusatzinformationen) | Anmerkungen                                             | Zusatzinformationen |
| Jahr | Titel Musiklabel Katalog-Nr.              | DE | AT | CH | UK | US | Anmerkungen                                             | Zusatzinformationen |
| ---- | ----------------------------------------- | --- | --- | --- | --- | --- | ------------------------------------------------------- | --- |
| 1979 | Unknown Pleasures Factory Records FACT-10 | DE20 a (1 Wo.)DE | AT23 a (1 Wo.)AT | CH98 a (1 Wo.)CH | UK5 Platin · (3 Wo.)UK | — | Erstveröffentlichung: 15. Juni 1979 Verkäufe: + 332.500 | Unknown Pleasures wurde in den Strawberry Studios in Stockport unter der produzierenden Aufnahmeleitung von Martin Hannett eingespielt. Als Tontechniker brachte sich Chris Nagel ein. Das erweiterte Begleitheft der Neuauflage enthält Linernotes von Paul Savage und Fotografien von Kevin Cummins. Die Bonus-CD enthält Aufnahmen des Konzerts vom 13. Juli 1979 im Russels Club (Factory Club Nacht) in Manchester. |
| 1980 | Closer Factory Records FACT-25            | DE13 b (1 Wo.)DE | AT68 b (1 Wo.)AT | CH23 b (1 Wo.)CH | UK6 Gold · (9 Wo.)UK | — | Erstveröffentlichung: 18. Juli 1980 Verkäufe: + 100.000 | Closer wurde im gleichen Studio aufgenommen. Hannett war erneut als Produzent, diesmal auch als Tontechniker beteiligt. Das erweiterte Begleitheft der Neuauflage enthält Linernotes von Paul Morley und Fotografien von Anton Corbijn. Die Bonus-CD enthält Aufnahmen des Konzerts vom 8. Februar 1980 in der University of London.                                                                                     |

grau schraffiert: keine Chartdaten aus diesem Jahr verfügbar

## Filme
- 24 Hour Party People (Großbritannien/Frankreich/Niederlande, 2002, Regie Michael Winterbottom)
- Der niederländische Fotograf und Filmemacher Anton Corbijn veröffentlichte 2007 den Film Control über Joy Division und Ian Curtis als Verfilmung der Biografie Touching From a Distance von Deborah Curtis (dt. Übersetzung Aus der Ferne).
- Anfang November 2007 hatte ein zweiter Film seine Premiere, der sich mit Joy Division befasst. Der von anderen Dokumentarfilmen (Radiohead) bekannte Regisseur Grant Gee sieht seinen Film als Ergänzung zu Control. Die Filme haben insofern miteinander zu tun, als die Arbeit an Control für Gee den Anlass gab, auf die Bandmitglieder mit der Absicht zuzugehen, dass diese nun (endlich) ihr jahrzehntelanges Schweigen brechen sollten. Gees Film heißt schlicht Joy Division.[103]
- Auftritte in B-Movie: Lust & Sound in West-Berlin 1979–1989 (2015), eine Dokumentation mit Mark Reeder, Jörg A. Hoppe, Klaus Maeck, Heiko Lange und Alexander von Sturmfeder